# 1867 v športu
1867 v športu.

## Bejzbol
- Prvi klub iz Washingtona gostuje od Ohia do Missourija, kjer odigra deset tekem v sedemnajstih dneh, kar močno prispeva k popularizaciji bejzbola

## Boks
- Objavljena pravila Markeza iz Queensberryja

## Golf
- Odprto prvenstvo Anglije - zmagovalec Tom Morris starejši

## Konjske dirke
- Belmont Stakes - zmagovalec Ruthless

## Lacrosse
- William George Beers, ponovno napiše pravila lacrossa na podlagi pravil kluba Montreal Lacrosse Club iz leta 1856.
- Odigrana prva tekma v lacrossu pod pravili Beersa na Upper Canada College, kjer domače moštvo izgubi proti klubu Toronto Cricket Club z 3-1

## Nogomet
- Ustanovljen Sheffield Wednesday F.C.
- Youdan Cup v Sheffieldu, prvi organiziran nogometni turnir

## Veslanje
- Regata Oxford-Cambridge - zmagovalec Oxford
- Štirje veslači iz New Brunswica, Kanada, zmagajo na Svetovnem prvenstvu v Parizu, zaradi česar dobijo vzdevek Paris Crew

## Rojstva
- 29. marec - Cy Young - ameriški igralec bejzbola